# Spitalul Clinic de Boli Infecțioase și Tropice „Dr. Victor Babeș”
Spitalul Clinic de Boli Infecțioase și Tropice „Dr. Victor Babeș” este un spital din București înființat în anul 1956. Este amplasat pe Bd. Mihai Bravu nr. 281.